# Ancienne magistrature de Central
L'ancienne magistrature de Central (中央裁判司署, Central Police Station) est un monument historique de Hong Kong situé au 1 Arbuthnot Road (en) dans le quartier de Central. Construite et ouverte en 1914, elle est fermée en 1979.
Elle est réaménagée en 2018 en une destination culturelle et commerciale appelée Tai Kwun (大館) qui comprend 3 monuments déclarés : l'ancien commissariat de police de Central, l'ancienne magistrature de Central et la prison Victoria.

## Histoire
Le site où se dresse le bâtiment était à l'origine occupé par la première magistrature de Hong Kong. L'ancien bâtiment a probablement été érigé en 1847 mais a ensuite été démoli pour faire place au bâtiment actuel. Des difficultés et des retards dans les travaux de construction ont été causés par la mise à disposition d'un vaste sous-sol dans la nouvelle magistrature. La magistrature de Central est fermée en 1979 et est ensuite utilisée par différentes associations affiliées à la police de Hong Kong avant d'être définitivement transformée en destination culturelle au sein de Tai Kwun.

## Architecture
L'aspect majestueux du bâtiment, avec les imposants piliers de la façade et d'autres éléments de style néo-grec, ne peut plus être observé dans de bonnes conditions à cause de sa mauvaise exposition donnant sur une route escarpée et étroite. Les murs de soutènement massifs sont construits avec des blocs de granit.